# Градієнтні методи
Градієнтні методи — чисельні методи рішення з допомогою градієнта задач, що зводяться до знаходження екстремумів функції.

## Постановка задачі розв'язання системи рівнянь в термінахметодів оптимізації
Завдання рішення системи рівнянь:
{\displaystyle \left\{{\begin{array}{lcr}f_{1}(x_{1},x_{2},\ldots ,x_{n})&=&0\\\ldots &&\\f_{n}(x_{1},x_{2},\ldots ,x_{n})&=&0\end{array}}\right.}(1)
з {\displaystyle n} {\displaystyle x_{1},x_{2},\ldots ,x_{n}} еквівалентна задачі мінімізації функції
{\displaystyle F(x_{1},x_{2},\ldots ,x_{n})\equiv \sum _{i=1}^{n}|f_{i}(x_{1},x_{2},...,x_{n})|^{2}} (2)
або якій-небудь іншій зростаючій функції від абсолютних величин {\displaystyle |f_{i}|} нев'язок (помилок) {\displaystyle f_{i}=f_{i}(x_{1},x_{2},\ldots ,x_{n})}, {\displaystyle i=1,2,\ldots ,n}. Завдання знаходження мінімуму (або максимуму) функції {\displaystyle n} змінних і сама по собі має велике практичне значення.
Для вирішення цієї задачі ітераційними методами починають з довільних значень
{\displaystyle x_{i}^{[0]}(i=1,2,...,n)} і будують послідовні наближення:
{\displaystyle {\vec {x}}^{[j+1]}={\vec {x}}^{[j]}+\lambda ^{[j]}{\vec {v}}^{[j]}}
або покоординатно:
{\displaystyle x_{i}^{[j+1]}=x_{i}^{[j]}+\lambda ^{[j]}v_{i}^{[j]},\quad i=1,2,\ldots ,n,\quad j=0,1,2,\ldots } (3)
які зводяться до деякого рішенням {\displaystyle {\vec {x}}^{[k]}} при {\displaystyle {j\to \infty }}.
Різні методи відрізняються вибором «напрямку» для чергового кроку, тобто вибором відносин
{\displaystyle v_{1}^{[j]}:v_{2}^{[j]}:\ldots :v_{n}^{[j]}}.
Величина кроку (відстань, на яку треба піднятися в заданому напрямку в пошуках екстремуму) визначається значенням параметра {\displaystyle \lambda ^{[j]}}, який мінімізує величину {\displaystyle F(x_{1}^{[j+1]},x_{2}^{[j+1]},\ldots ,x_{n}^{[j+1]})} як функцію від {\displaystyle \lambda ^{[j]}}. Цю функцію зазвичай апроксимують її розкладанням у ряд Тейлора або інтерполяційним многочленом з трьох-п'яти вибраних значень {\displaystyle \lambda ^{[j]}}. Останній метод застосуємо для знаходження max і min таблично заданої функції
{\displaystyle F(x_{1},x_{2},...,x_{n}).}

## Градієнтні методи
Основна ідея методів полягає в тому, щоб йти в напрямку найшвидшого спуску, а цей напрямок задається антиградієнтом {\displaystyle -\nabla F}:
{\displaystyle {\overrightarrow {x}}^{[j+1]}={\overrightarrow {x}}^{[j]}-\lambda ^{[j]}\nabla F({\overrightarrow {x}}^{[j]})}
де {\displaystyle \lambda ^{[j]}} вибирається:
- сталою, в цьому випадку метод може розходитися;
- дробовим кроком, тобто довжина кроку в процесі спуску ділиться на деяке число;
- якнайскорішим спуском: {\displaystyle \lambda ^{[j]}=\mathrm {argmin} _{\lambda }\,F({\vec {x}}^{[j]}-\lambda ^{[j]}\nabla F({\vec {x}}^{[j]}))}

### Метод найшвидшого спуску (методградієнта)
Вибирають {\displaystyle v_{i}^{[j]}=-{\frac {\partial F}{\partial x_{i}}}}, де всі похідні обчислюються при {\displaystyle x_{i}=x_{i}^{[j]}}, і зменшують довжину кроку {\displaystyle \lambda ^{[j]}} по мірі наближення до мінімуму функції {\displaystyle F}.
Для аналітичних функцій {\displaystyle F} і малих значень {\displaystyle f_{i}} тейлорівський розклад {\displaystyle F(\lambda ^{[j]})} дозволяє вибрати оптимальну величину кроку
{\displaystyle \lambda ^{[j]}={\frac {\sum _{k=1}^{n}({\frac {\partial F}{\partial x_{k}}})^{2}}{\sum _{k=1}^{n}\sum _{h=1}^{n}{\frac {\partial ^{2}F}{\partial x_{k}dx_{h}}}{\frac {\partial F}{\partial x_{k}}}{\frac {\partial F}{\partial x_{h}}}}}}(5)
де всі похідні обчислюються при {\displaystyle x_{i}=x_{i}^{[j]}}. Параболічна інтерполяція функції {\displaystyle F(\lambda ^{[j]})} може виявитися більш зручною.

#### Алгоритм
1. Задаються початкове наближення і точність розрахунку {\displaystyle {\vec {x}}^{0},\quad \epsilon }
2. Розраховують {\displaystyle {\overrightarrow {x}}^{[j+1]}={\overrightarrow {x}}^{[j]}-\lambda ^{[j]}\nabla F({\overrightarrow {x}}^{[j]})}, де {\displaystyle \lambda ^{[j]}=\mathrm {argmin} _{\lambda }\,F({\vec {x}}^{[j]}-\lambda ^{[j]}\nabla F({\vec {x}}^{[j]}))}
3. Перевіряють умову зупинки:
  - Якщо {\displaystyle |{\vec {x}}^{[j+1]}-{\vec {x}}^{[j]}|>\epsilon }, то {\displaystyle j=j+1} і перехід до кроку 2.
  - Інакше {\displaystyle {\vec {x}}={\vec {x}}^{[j+1]}} і зупинка.

### Метод покоординатного спуску Гауса — Зейделя
Цей метод названий за аналогією з методом Гауса — Зейделя для розв'язання системи лінійних рівнянь.
Покращує попередній метод за рахунок того, що на черговій ітерації спуск здійснюється поступово уздовж кожної з координат, однак тепер необхідно обчислювати нові {\displaystyle \lambda n} раз за один крок.

#### Алгоритм
1. Задаються початкове наближення і точність розрахунку {\displaystyle {\vec {x}}_{0}^{0},\quad \varepsilon }
2. Розраховують{\displaystyle \left\{{\begin{array}{lcr}{\vec {x}}_{1}^{[j]}&=&{\vec {x}}_{0}^{[j]}-\lambda _{1}^{[j]}{\frac {\partial F({\vec {x}}_{0}^{[j]})}{\partial x_{1}}}{\vec {e}}_{1}\\\ldots &&\\{\vec {x}}_{n}^{[j]}&=&{\vec {x}}_{n-1}^{[j]}-\lambda _{n}^{[j]}{\frac {\partial F({\vec {x}}_{n-1}^{[j]})}{\partial x_{n}}}{\vec {e}}_{n}\end{array}}\right.}, де {\displaystyle \lambda _{i}^{[j]}=\mathrm {argmin} _{\lambda }\,F\left({\vec {x}}_{i-1}^{[j]}-\lambda ^{[j]}{\frac {\partial F({\vec {x}}_{i-1}^{[j]})}{\partial x_{i}}}{\vec {e}}_{i}\right)}
3. Перевірють умову зупинки:
  - Якщо {\displaystyle |{\vec {x}}_{n}^{[j]}-{\vec {x}}_{0}^{[j]}|>\varepsilon }, то {\displaystyle {\vec {x}}_{0}^{[j+1]}={\vec {x}}_{n}^{[j]},\quad j=j+1} і перехід до кроку 2.
  - Інакше {\displaystyle {\vec {x}}={\vec {x}}_{n}^{[j]}} і зупинка.

### Метод спряжених градієнтів
Метод спряжених градієнтів ґрунтується на поняттях прямого методу багатовимірної оптимізації — методу спряжених напрямів.
Застосування методу до квадратичних функцій {\displaystyle \mathbb {R} ^{n}} визначає мінімум за {\displaystyle n} кроків.

#### Алгоритм
1. Задаються початковим наближенням і похибкою: {\displaystyle {\vec {x}}_{0},\quad \varepsilon ,\quad k=0}
2. Розраховують початковий напрямок: {\displaystyle j=0,\quad {\vec {S}}_{k}^{j}=-\nabla f({\vec {x}}_{k}),\quad {\vec {x}}_{k}^{j}={\vec {x}}_{k}}
3. {\displaystyle {\vec {x}}_{k}^{j+1}={\vec {x}}_{k}^{j}+\lambda {\vec {S}}_{k}^{j},\quad \lambda =\arg \min _{\lambda }f({\vec {x}}_{k}^{j}+\lambda {\vec {S}}_{k}^{j}),\quad {\vec {S}}_{k}^{j+1}=-\nabla f({\vec {x}}_{k}^{j+1})+\omega {\vec {S}}_{k}^{j},\quad \omega ={\frac {||\nabla f({\vec {x}}_{k}^{j+1})||^{2}}{||\nabla f({\vec {x}}_{k}^{j})||^{2}}}}
  - Якщо {\displaystyle ||{\vec {S}}_{k}^{j+1}||<\varepsilon } або {\displaystyle ||{\vec {x}}_{k}^{j+1}-{\vec {x}}_{k}^{j}||<\varepsilon }, то {\displaystyle {\vec {x}}={\vec {x}}_{k}^{j+1}} і зупинка.
  - Інакше

    - якщо {\displaystyle (j+1)<n}, то {\displaystyle j=j+1} і перехід до 3;
    - {\displaystyle {\vec {x}}_{k+1}={\vec {x}}_{k}^{j+1},\quad k=k+1} і перехід до 2.